# Okara Park
Okara Park est un stade de rugby à XV situé à Whangarei, en Nouvelle-Zélande. Le locataire principal de ce stade de 30 000 places est l'équipe du Northland qui participe au championnat des provinces de rugby à XV, l'ITM Cup.

## Évènements
- Coupe du monde de rugby à XV 2011
- Coupe du monde féminine de rugby à XV 2021